# اورلئانز (نبراسکا)
اورلئانز(به انگلیسی: Orleans) شهری در ایالت نبراسکا کشور ایالات متحده آمریکا است که جمعیت آن در سرشماری سال ۲۰۱۰ میلادی، ۳۸۶ نفر بوده‌است.